# Bauhaus - Un temps nouveau
Pour les articles homonymes, voir Bauhaus (homonymie).
Bauhaus - Un temps nouveau (Die Neue Zeit) est une mini-série allemande en six épisodes de 45 minutes créée par Lars Kraume qui est diffusée à partir du 5 septembre 2019 sur la chaîne Arte et depuis le 15 septembre 2019 sur ZDF en Allemagne.

## Synopsis
Cette série retrace l'histoire de l'école Bauhaus à travers l'interview en 1963 de Walter Gropius, fondateur de l'école, par une journaliste à New York. Celle-ci s'intéresse particulièrement au respect de l'égalité des sexes au sein de l'école à travers la personne de Dörte Helm, étudiante ainsi qu'aux nouvelles méthodes d'enseignement.

## Distribution

### Acteurs principaux
- August Diehl (VF : Emmanuel Curtil) : Walter Gropius
- Anna Maria Mühe (VF : Victoria Grosbois) : Dörte Helm
- Valerie Pachner (VF : Karine Foviau) : Gunta Stölzl
- Ludwig Trepte (VF : Sébastien Baulain) : Marcel Breuer
- Trine Dyrholm (VF : Micky Sébastian) : Stine Branderup
- Sven Schelker (VF : Alexandre Gillet) : Johannes Itten
- Hanns Zischler (VF : Gabriel Le Doze) : Rudolf Helm
- Sebastian Blomberg (VF : Bernard Lanneau) : Ministre Max Greil
- Corinna Kirchhoff : Von Freytag-Loringhoven
- Max Hopp (de) (VF : Loïc Houdré) : Dr Emil Herfurth
- Alexander Finkenwirth (de) : Johannes Ilmari Auerbach
- Birgit Minichmayr (VF : Laurence Dourlens) : Alma Mahler
- Ernst Stötzner : Lyonel Feininger
- Julius Feldmeier (de) : Hans Gross

 Source et légende : version française (VF) sur RS Doublage

## Production
La série se déroule de 1919, date de fondation de l'école à Weimar jusqu'en 1925 lors du déménagement forcé à Dessau. Deux nouvelles saisons sont déjà planifiées. La deuxième se déroulera vraisemblablement à Dessau et se focalisera sur les combats entre les communistes et les fascistes.

### Fiche technique
- Titre original : Die Neue Zeit
- Création : Lars Kraume
- Réalisation : Lars Kraume
- Scénario : Lars Kraume, Judith Angerbauer, Lena Kiessler
- Costumes : Esther Walz
- Montage : Barbara Gies, Jens Klüber
- Casting : Nessie Nesslauer, Johanna Hellwig
- Production : Thomas Kufus
- Société de production : zero one film en coproduction avec ZDF/ARTE, Constantin Television et NADCON Film
- Pays d'origine :  Allemagne
- Langue originale : allemand
- Format : Couleur
- Genre : Historique
- Durée : 45 minutes

 Sauf indication contraire, les informations mentionnées dans cette section peuvent être confirmées par la base de données cinématographiques IMDb,  présente dans la section « Liens externes ».

## Épisodes
1. L'Après-guerre (Nach dem Krieg)
2. Le Prince de Thèbes (Der Prinz von Theben)
3. Les Morts de mars (Die Märzgefallenen)
4. L'Atelier des femmes (Die Frauenklasse)
5. Le Tribunal (Das Ehrengericht)
6. Quitter Weimar (Das Ende in Weimar)